# المنقف
المنقف منطقة كويتية ساحلية تطل على الخليج العربي، وتقع المنقف في محافظة الأحمدي وتبلغ مساحتها 1.8 كم مربع وعلى بعد 36 كم من العاصمة مدينة الكويت , وقد بلغت مساحة الأرض المزروعة بها 1170 دونماً , و يقع منتجع هيلتون الكويت على ساحل البحر في المنقف .

## التاريخ
قبل انتشار المناطق السكنية الجنوبية والشمالية من البلاد تتمتع الكويت بقرى زراعية يمارس فيها المزارعين زراعة بعض المحاصيل الورقية المختلفة مثل الفجل والبربير والبقل، وغيرها من المحاصيل الغذائية إلى جانب ما كانت تتمتع به تلك القرى من أشجار، كالأثل والسور، وبعض النخيل، وكان الاعتماد في ري هذه المزروعات عن طريق الآبار، وكانت المنقف قرية زراعية تقع بين قرية الفحيحيل وقرية أبو حليفة وتعتبر قديماً متنزهاً لأهل الكويت تكثر فيها أشجار الأثل و تطل مباشرة على البحر وتمتد شواطئها بمحاذاة الطريق الساحلي .

## الاسم
المنقف تعني قاع صخرية في عرض البحر لا تثبت فيها السفن طويلا لأن صخورها تنقلع من القاع ويتغير مكان السفينة من حين لآخر فيقال السن ينتقف أي ينقلع من الحجارة ويشبك بأخرى فأطلق على مثل هذه القيعان مناقف ومفردها منقف، ويقال أن اسم المنقف يطلق على الصخور البحرية التي تكون بارزة فوق سطح البحر.

## الجغرافيا
تقع المنقف في محافظة الأحمدي جنوب دولة الكويت، وينحدر سطح دولة الكويت انحدارًا تدريجيًا من الغرب إلى الشرق بتجاه سواحل البحر، ولا يزيد أعلى ارتفاع في المناطق الغربية على 300 متر فوق سطح البحر . ويتكون السطح من سهول رملية مستوية تتخللها بعض التلال قليلة الارتفاع وبعض الأودية الجافة .

## التقسيمات الإدارية

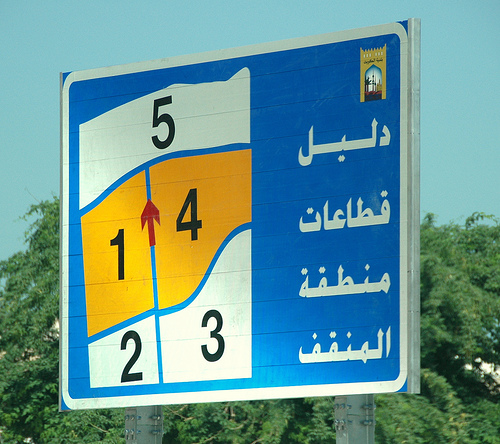
التقسيمات الإدارية للمنقف

توجد في المنقف 5 قطع تابعة للمنطقة والقطعة الخامسة تطل على البحر مباشرة وهي مؤلفة من منتجعات ومجمعات وأراضي استثمارية، بينما القطع الأربع الأخرى للسكن وتوجد بها الضواحي والبيوت .

## معالم المنطقة

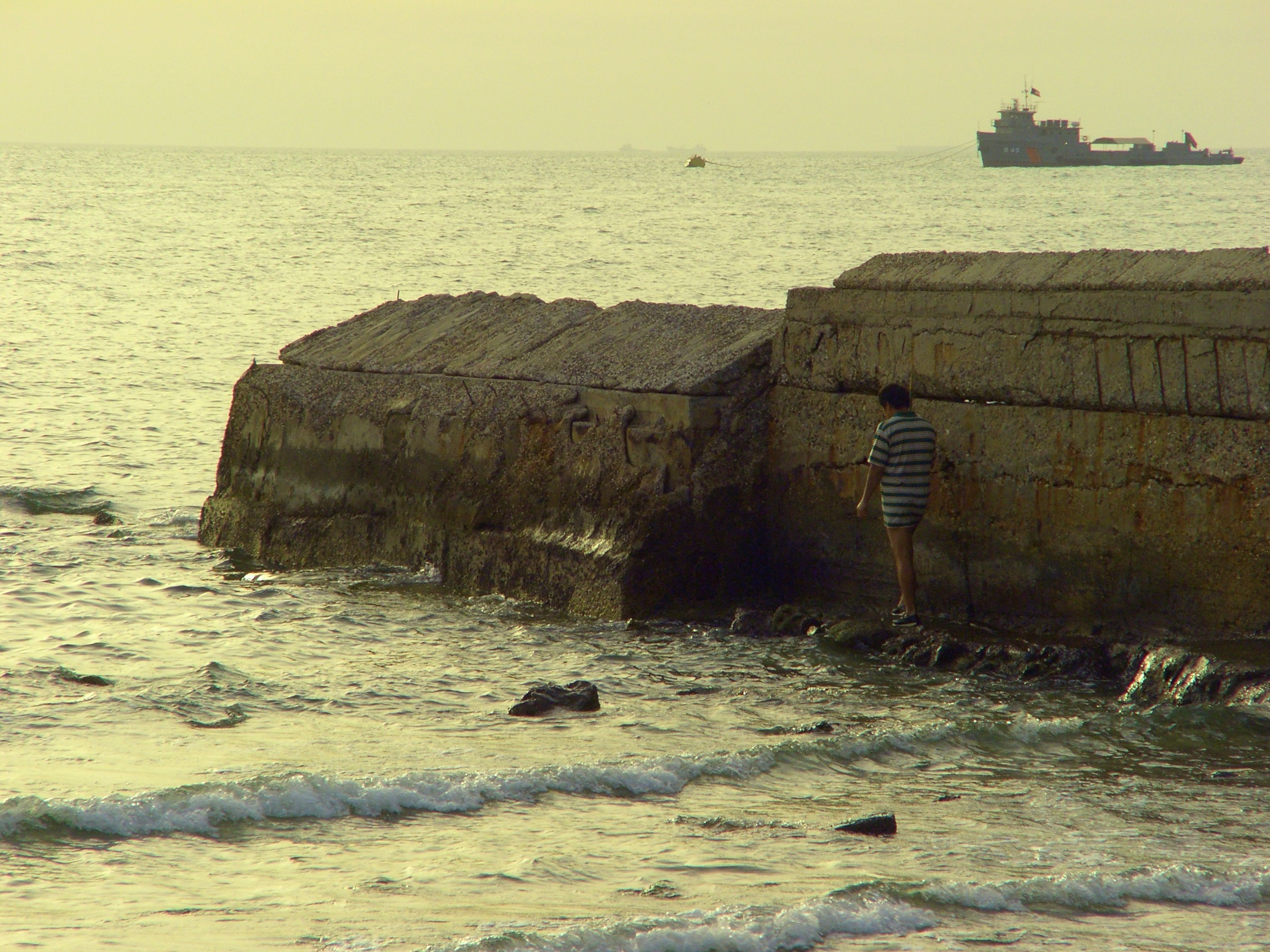
شاطئى المنقف

يقع في المنقف منتجع هيلتون الكويت على الجهة الشرقية من المنقف على ساحل البحر مباشرة، وكذالك تحتوي منطقة المنقف على عدد من المدارس الحكومية ومدارس خاصة تابعة للمنطقة .

## حالة الطقس
| البيانات المناخية لـدولة الكويت | البيانات المناخية لـدولة الكويت | البيانات المناخية لـدولة الكويت | البيانات المناخية لـدولة الكويت | البيانات المناخية لـدولة الكويت | البيانات المناخية لـدولة الكويت | البيانات المناخية لـدولة الكويت | البيانات المناخية لـدولة الكويت | البيانات المناخية لـدولة الكويت | البيانات المناخية لـدولة الكويت | البيانات المناخية لـدولة الكويت | البيانات المناخية لـدولة الكويت | البيانات المناخية لـدولة الكويت | البيانات المناخية لـدولة الكويت |
| الشهر                           | يناير                           | فبراير                          | مارس                            | أبريل                           | مايو                            | يونيو                           | يوليو                           | أغسطس                           | سبتمبر                          | أكتوبر                          | نوفمبر                          | ديسمبر                          | المعدل السنوي                   |
| ------------------------------- | ------------------------------- | ------------------------------- | ------------------------------- | ------------------------------- | ------------------------------- | ------------------------------- | ------------------------------- | ------------------------------- | ------------------------------- | ------------------------------- | ------------------------------- | ------------------------------- | ------------------------------- |
| متوسط درجة الحرارة الكبرى °م    | 18                              | 21                              | 25                              | 32                              | 40                              | 44                              | 46                              | 45                              | 42                              | 36                              | 27                              | 20                              | 33                              |
| متوسط درجة الحرارة الصغرى °م    | 8                               | 9                               | 13                              | 19                              | 25                              | 28                              | 30                              | 29                              | 26                              | 20                              | 15                              | 10                              | 19                              |
| الهطول سم                       | 1.46                            | 0.96                            | 1.55                            | 0.86                            | 0.05                            | 0                               | 0                               | 0                               | 0                               | 0.07                            | 0.86                            | 1.17                            | 6.98                            |
| متوسط درجة الحرارة الكبرى °ف    | 64                              | 70                              | 77                              | 90                              | 104                             | 111                             | 115                             | 113                             | 108                             | 97                              | 81                              | 68                              | 92                              |
| متوسط درجة الحرارة الصغرى °ف    | 46                              | 48                              | 55                              | 66                              | 77                              | 82                              | 86                              | 84                              | 79                              | 68                              | 59                              | 50                              | 67                              |
| الهطول إنش                      | 0.57                            | 0.38                            | 0.61                            | 0.34                            | 0.02                            | 0                               | 0                               | 0                               | 0                               | 0.03                            | 0.34                            | 0.46                            | 2.75                            |
| المصدر:                         |                                 |                                 |                                 |                                 |                                 |                                 |                                 |                                 |                                 |                                 |                                 |                                 |                                 |

## في الأدب والكتب
- كتاب "الموسوعة الكويتية"
- كتاب "من تاريخ الكويت"